# کل بیشه
کل بیشه دماغه یا بوشباک کیپ (نام علمی: Tragelaphus sylvaticus) نام یک گونه از سرده بزآهو است.

## ویژگی‌ها
بوشباک کیپ تا شانه حدود ۹۰ سانتیمتر ارتفاع دارد. وزن آن‌ها در نرها بین ۶۰ تا ۸۰ کیلوگرم و در ماده‌ها از ۲۵ تا ۶۰ کیلوگرم است.
لکه‌های سفید در متحرک‌ترین قسمت‌های بدن آنها مانند گوش‌ها، چانه، دم، پاها و گردن هستند. پوزه‌ها نیز سفید هستند. رنگ موهای بدن آن‌ها از قهوه‌ای روشن تا تیره است و در دوطرف بدن حداکثر تا ۷ خط و تعدادی لکه‌های پراکنده به رنگ سفید دیده می‌شوند.
شاخ‌هل فقط در جانوران نر دیده می‌شوند، تا حدود نیم متر رشد می‌کنند و پیچ و تابی خاص دارند.

## بوم‌شناسی و رفتار
بوشباک‌ها سرشاخه خوار هستند و از درختان و بوته‌ها تغذیه می‌کنند. آن‌ها به ندرت علف می‌خورند.
آن‌ها در طول روز فعال هستند اما در نزدیکی محل سکونت انسان‌ها، معمولاً شب‌ها به فعالیت می‌پردازند.
بوشباک‌ها جانورانیی منفرد هستند اما گاهی در نزدیکی یکدیگر به تغذیه می‌پردازند.
هر بوشباک معمولاً در یک گسترهٔ خانه زندگی کرده و آن را ترک نمی‌کند. این محدوده اغلب با گسترهٔ خانهٔ بوشباک‌های دیگر همپوشانی دارد. .